# Kirche Allendorf (Haiger)

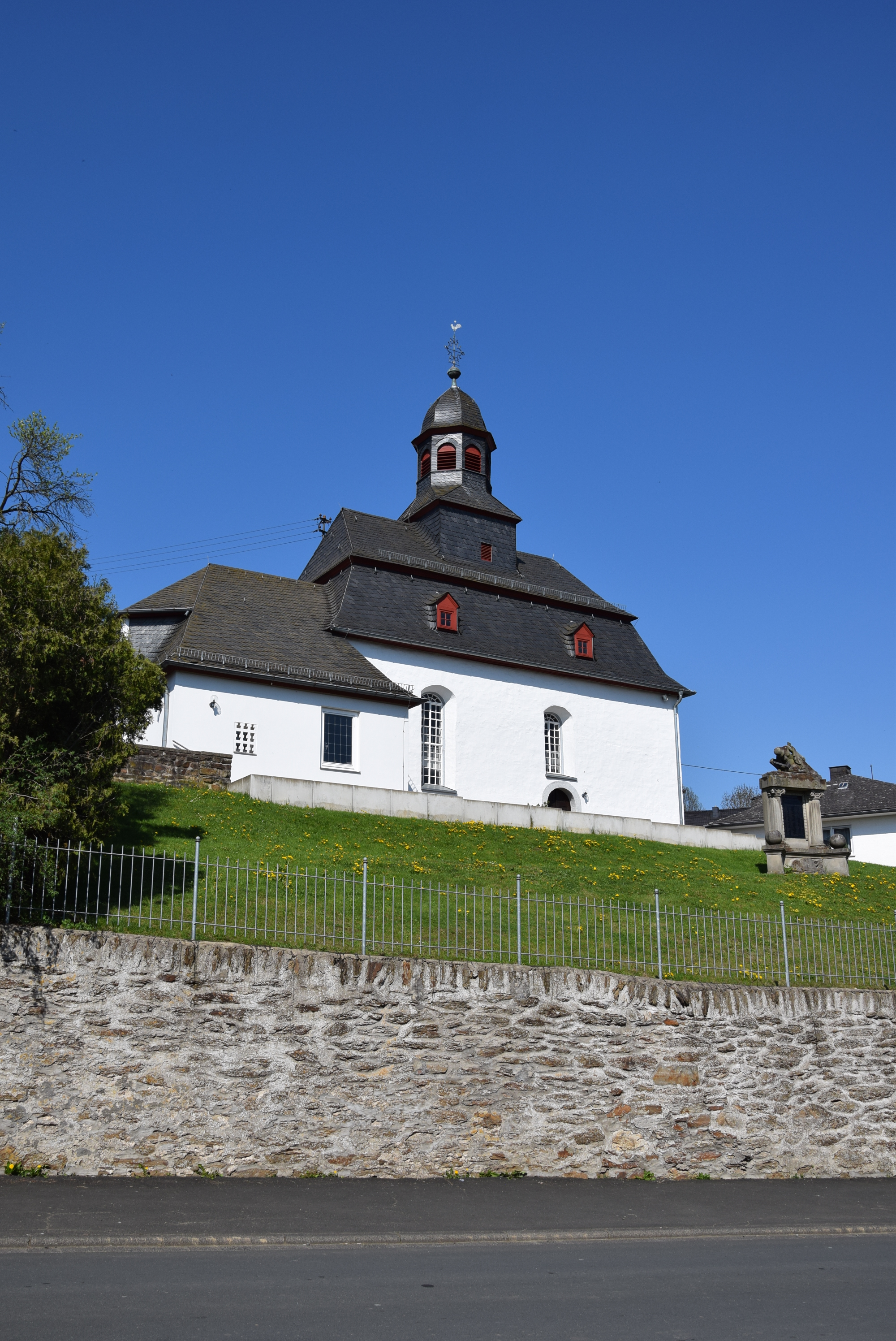
Kirche Allendorf

Die evangelisch-unierte Kirche Allendorf steht in Allendorf, einem Stadtteil von Haiger im Lahn-Dill-Kreis von Mittelhessen. Die Kirchengemeinde gehört zum Dekanat an der Dill der Propstei Nord-Nassau in der Evangelischen Kirche in Hessen und Nassau.

## Beschreibung
Die barocke Betsaalkirche wurde vermutlich 1749 nach einem Entwurf von Baumeister F. M. Terlinden errichtet. Die Jahreszahl 1749 ist auf der Wetterfahne bezeichnet. Aufgrund von Rechnungen aus dem Jahr 1594 ist belegt, dass es dort bereits in dieser Zeit eine Kapelle gegeben hat. Vom Vorgängerbau ist noch ein Türblatt erhalten. Das Kirchenschiff ist mit einem Mansarddach bedeckt, aus dessen Mitte sich ein quadratischer Dachreiter erhebt, auf dem eine achtseitige Laterne mit einer glockenförmigen Haube sitzt. Um mehr Gläubigen Platz zu bieten, wurde 1979 nach Westen ein Anbau errichtet.
Die Kanzel mit ihrer Kanzelkrone stellt ein Meisterwerk der Schnitzkunst dar und ist wie die Kirchenausstattung barock. Ein Ölgemälde hat ein Spruchband, das sich auf die Einweihung des Salomonischen Tempels bezieht.
Die Kirche ist Kulturdenkmal aufgrund ihrer geschichtlichen, künstlerischen und städtebaulichen Bedeutung.